# Jamaikanische Bobmannschaft
Die Jamaikanische Bobmannschaft nahm in Calgary 1988 das erste Mal an den Olympischen Winterspielen teil. Von vielen Wintersportnationen belächelt, schafften die Jamaikaner dennoch die Qualifikation zur Teilnahme an den olympischen Wettbewerben im Bobsport.

## Gründung
Devon Harris, eines der Mitglieder des Teams von 1988, sagte später über die Gründung des Teams: „Die Idee für dieses Team hatten zwei Amerikaner, George Fitch und William Maloney, die geschäftlich in Jamaika waren und ein Seifenkistenrennen sahen. Sie meinten, es sähe wie ein Bobrennen aus, dem das Eis fehlte. Da der Start im Rennen so ein wichtiger Teil ist, und es in Jamaika viele Sprinter gibt, dachten sie sich, einige Athleten der Sommerspiele zu rekrutieren, doch die waren von der Idee nicht begeistert. So kamen sie zum Militär und suchten sich dort die Mannschaft zusammen.“
Die erste Mannschaft bestand aus:
- Devon Harris (Leutnant im dritten Bataillon des Jamaica Regiments)
- Dudley Stokes (Kapitän der jamaikanischen Luftwaffe)
- Michael White (Reservist)
- Samuel Clayton (Eisenbahntechniker)

Trainiert wurde die Mannschaft von Howard Siler. In der Vorbereitung auf die Olympischen Winterspiele 1988 stießen auch Frederick Powell und Caswell Allen zur Mannschaft hinzu. Allen, der anstatt Clayton mit den anderen drei Gründungsmitgliedern für die Olympischen Spiele nominiert worden war, genoss jedoch mehr das Nachtleben, als sich auf den Wettkampf zu konzentrieren. Aus diesem Grund wurde Allen aus der Mannschaft ausgeschlossen und durch Chris Stokes ersetzt. Chris Stokes, der Bruder von Dudley Stokes, war ein sehr guter Sprinter, der jedoch zuvor noch nie in einem Bob gesessen hatte.

## Olympische Spiele
Die Mannschaft hatte im Olympiajahr 1988 noch mit vielen Unfällen und technischen Schwierigkeiten zu kämpfen, zeigte sich aber in Albertville 1992 stark verbessert. Man schaffte es im Viererbob auf den 14. Platz und ließ Mannschaften aus den USA, Frankreich und Russland hinter sich. Das Team des Zweierbobs erreichte sogar den 10. Platz. Das Team verbesserte sich weiter und gewann bei Nachwuchsveranstaltungen einige Medaillen. Unter anderem erlangte es Gold bei den Anschub-Weltmeisterschaften 2000 in Monte Carlo, bei denen es nur um die reinen Anschiebezeiten ging.
Bei den Spielen in Salt Lake City 2002 bestand das Team aus Mark Hill, Lascelles Brown, Garnett Jones, Stewart Maxwell, Clive McDonald, Wayne Thomas, Dudley Stokes und dem Kapitän Winston Watts. Im Zweierbob stand am Ende zwar nur der enttäuschende 28. Platz zu Buche, jedoch schafften es Watts und Brown, einen Startrekord aufzustellen. Das Team der Damen bestand aus Porscha Morgan, Winsome Cole, Taniesha LcLean und Dukelyn Barrett. Das jamaikanische Bobteam trainiert in Evanston im US-Bundesstaat Wyoming. Ihr Motto ist „The Hottest Thing on Ice“ (Das Heißeste auf dem Eis).

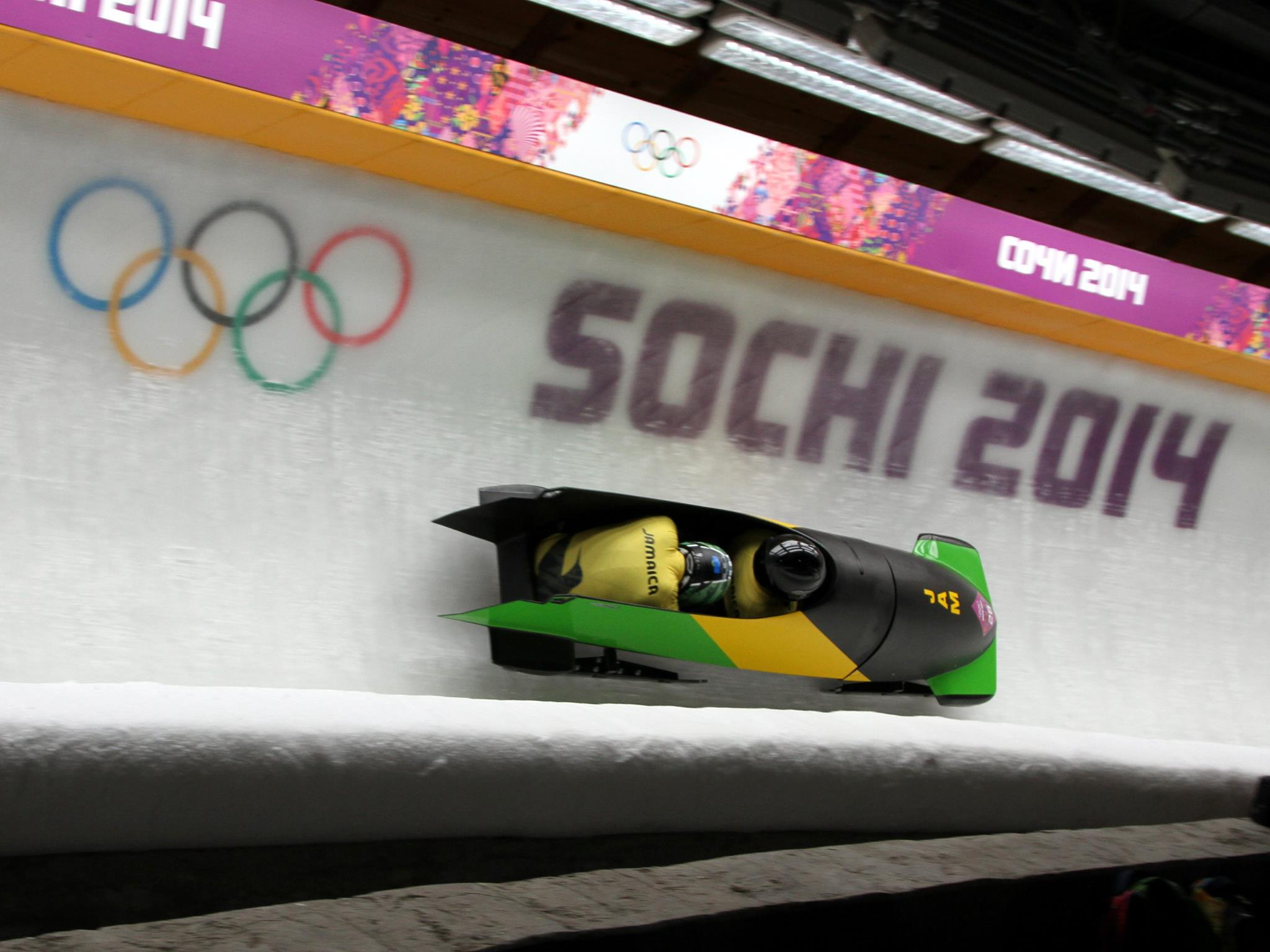
Der jamaikanische Zweierbob bei den Olympischen Winterspielen 2014

Jamaika hat an allen Olympischen Winterspielen von 1988 bis 2002 teilgenommen. Bei den Spielen von  Turin 2006 war die jamaikanische Mannschaft nicht am Start. Lascelles Brown, der Anschieber aus dem Team von 2002, gewann jedoch zusammen mit Pierre Lueders im Zweierbob Silber für Kanada. Auch die Winterspiele von Vancouver 2010 fanden ohne jamaikanisches Bobteam statt, jedoch wurde die Insel durch Errol Kerr zum ersten Mal in einer Skidisziplin vertreten.
Bei den Olympischen Winterspielen 2014 im russischen Sotschi ging dann zum ersten Mal nach zwölfjähriger Pause wieder ein Bobteam für Jamaika an den Start: Der mittlerweile 46-jährige Pilot Winston Watts und sein Anschieber Marvin Dixon konnten sich, obwohl nur auf Platz 39 der Weltrangliste liegend, über ein Nachrückverfahren einen von 30 Startplätzen für den Zweierbobwettbewerb sichern. Im olympischen Wettbewerb belegte der jamaikanische Zweierbob den 29. Platz; er ließ damit allein den Bob aus Serbien hinter sich, der in den ersten beiden Läufen unmittelbar vor Jamaika gelegen hatte, jedoch zum dritten Lauf nicht mehr antrat.
2018 nahm erstmals eine Frauenmannschaft im Zweierbob an den Olympischen Winterspielen teil. Das Duo, bestehend aus Jazmine Fenlator-Victorian als Pilotin und der ehemaligen Leichtathletik-Weltmeisterin Carrie Russell als Anschieberin, belegte den 18. Platz im Wettbewerb und ließ dabei den erstmals teilnehmenden Bob aus Nigeria hinter sich. Für Schlagzeilen sorgte das Team, als die zunächst als Teil des jamaikanischen Trainerteams verpflichtete ehemalige Bob-Olympiasiegerin Sandra Kiriasis vor dem olympischen Rennen kurzfristig entlassen wurde und daraufhin erfolglos ein Startverbot für Jamaikas Bob zu erwirken versuchte.

## Filmografie
Disney produzierte einen erfolgreichen Spielfilm mit dem Titel Cool Runnings über die Olympiateilnahme 1988, der eine fiktive Geschichte um das erste Antreten einer jamaikanischen Bobmannschaft bei Olympischen Spielen zum Inhalt hat.

## Sonstiges
Bei der Wok-WM 2004 in Innsbruck nahm die Mannschaft im Vierer-Wok teil und belegte Platz vier, 2014 gewann sie bei der Wok-WM in Berchtesgaden die Goldmedaille im Vierer-Wok.